# Шелепово
Шеле́пово (рос. Шелепово) — село у складі Мокроусовського округу Курганської області, Росія.
Населення — 359 осіб (2010, 437 у 2002).
Національний склад станом на 2002 рік:
- росіяни — 93 %